# Xenopepla bicuneata
Xenopepla bicuneata là một loài bướm đêm trong họ Geometridae.